# Catar nos Jogos Olímpicos
O Catar competiu em 10 Jogos Olímpicos de Verão e nunca competiu nos Jogos Olímpicos de Inverno. O país já ganhou 8 medalhas olímpicas,sendo 2 de ouro conquistados nos Jogos Olímpicos de Verão de 2020.

## Medalhistas
| Medalha           | Nome                         | Jogos          | Esporte           | Evento                      |
| ----------------- | ---------------------------- | -------------- | ----------------- | --------------------------- |
| Medalha de bronze | Mohammed Suleiman            | 1992 Barcelona | Atletismo         | 1.500m masculino            |
| Medalha de bronze | Said Saif Asaad              | 2000 Sydney    | Halterofilismo    | Classe 105 kg masculino     |
| Medalha de bronze | Nasser Al-Attiyah            | 2012 Londres   | Tiro              | Skeet                       |
| Medalha de prata  | Mutaz Essa Barshim           | 2012 Londres   | Atletismo         | Salto em altura masculino   |
| Medalha de prata  | Mutaz Essa Barshim           | 2016 Rio       | Atletismo         | Salto em altura masculino   |
| Medalha de ouro   | Mutaz Essa Barshim           | 2020 Tóquio    | Atletismo         | Salto em altura masculino   |
| Medalha de ouro   | Fares Ibrahim                | 2020 Tóquio    | Atletismo         | Classe 96 kg masculino      |
| Medalha de bronze | Cherif Younousse Ahmed Tijan | 2020 Tóquio    | Voleibol de praia | Voleibol de praia masculino |